# День працівників торгівлі
День працівників торгівлі — професійне свято працівників торгівлі України. Відзначається з 1995 року щорічно в останню неділю липня.

## Історія свята
Свято встановлено в Україні «…на підтримку ініціативи працівників торгівлі, а також професійних спілок…» згідно з Указом Президента України «Про День працівників торгівлі» від 5 червня 1995 року № 427/95.

## Привітання
Вітаючи в 2010 році ветеранів та працівників сфери торгівлі України з професійним святом — Днем працівників торгівлі, Президент України зазначив:

З прадавніх часів Україна славилася контрактовими і торговельними ярмарками, які об'єднували на своїх заходах представників Європи та Азії. Ці традиції ви гідно продовжуєте й сьогодні. Щоденно десятки мільйонів громадян користуються вашими послугами, якість яких постійно підвищується. Запроваджуються прогресивні технології організації торгівлі, розширюється асортимент, що наближує нашу країну до європейських та міжнародних стандартів.
Переконаний, що ви й надалі удосконалюватимете свою роботу, будете розбудовувати торговельну інфраструктуру і підтримувати національного товаровиробника, сприятимете зростанню життєвого рівня населення, сталому розвитку української економіки.
Бажаю вам міцного здоров'я, добробуту та нових професійних здобутків.